# Xã Decker, Quận Knox, Indiana
Xã Decker (tiếng Anh: Decker Township) là một xã thuộc quận Knox, tiểu bang Indiana, Hoa Kỳ. Năm 2010, dân số của xã này là 227 người.